# Pipinsburg (Osterode)

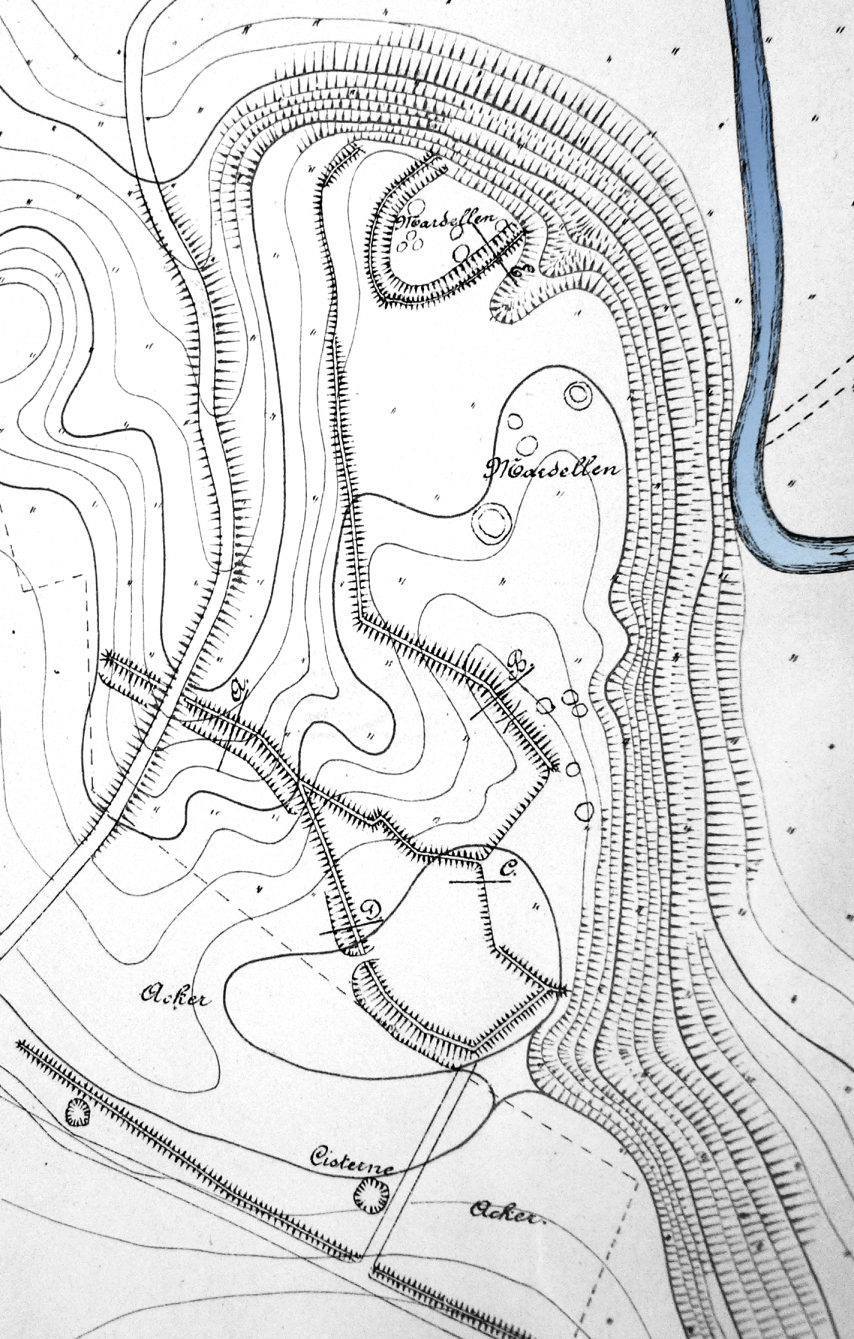
Lageskizze von Carl Schuchhardt um 1916, Söse nachträglich blau eingefärbt

Die Pipinsburg (auch Pippinsburg) ist eine im Früh- und Hochmittelalter reaktivierte, eisenzeitliche Befestigungsanlage auf einem Bergsporn, westlich des Osteroder Stadtteils Katzenstein in das Tal der Söse vorspringt.

## Beschreibung
Die Anlage ist eine der bedeutendsten vor- und frühgeschichtlichen Befestigungen Südniedersachsens im Harz. Die mehrphasige Befestigungsanlage liegt auf einem 100 m ins Söse-Tal vorspringenden Ausläufer der Osteroder Kalkberge. Die Felshänge des Sporns fallen steil in die Talniederung ab und bilden gegen Norden, Westen und Osten einen natürlichen Schutz. Die Ostflanke ist durch einen Steinbruch aufgerissen, wodurch wichtige Teile der Burg verlorengegangen sind.
Die gesamte Befestigung besitzt eine Ausdehnung von 500 × 350 m und nimmt eine Fläche von ca. 10,5 ha ein. Das eigentliche mittelalterliche Kernwerk an der Nordspitze besitzt ein Ausmaß von nur 75 × 60 m. Es liegt ca. 0,5 m höher als das umgebende Areal und ist mit einem ca. 2 m tiefen, hufeisenförmigen Spitzgraben und einer ca. 1,80 m starken gemörtelten Mauer befestigt. Der max. 4 m hohe Innenwall schloss die Bergzunge in vorgeschichtlicher Zeit und im Frühmittelalter gegen das Hinterland ab. Im Hochmittelalter ist er erhöht und am westlichen Steilhang entlang verlängert worden. Er endet an der Nordspitze vor einer künstlichen Terrasse, an deren Außenrand eine Palisade stand. Hochmittelalterlich ist ebenfalls das Zangentor im Innenwall, das zwei ältere Bauphasen überlagert. Der Mittelwall scheint im Frühmittelalter nicht wiederverwendet worden zu sein, im Hochmittelalter bekam er eine Holz-Erde-Konstruktion in Form eines Rahmenwerks aufgesetzt, das mit einer Stein-Erde-Mischung gefüllt war.
Aus den bei den Ausgrabungen dokumentierten Pfostenlöchern ließen sich keine Hausgrundrisse rekonstruieren.

## Geschichte
Archäologische Funde belegen, dass an dieser Stelle bereits während der frühen Bronzezeit eine Siedlung bestand. Es wird vermutet, dass hier die Menschen lebten, die in der in drei Kilometer Entfernung liegenden Lichtensteinhöhle während der späten Bronzezeit bestattet wurden.
Die Pippinsburg ist durch Ausgrabungen zwischen 1953 und 1960 und 1973/74 erforscht worden. Aufgrund der verkarsteten Oberfläche sammelten sich die Funde vor allem in Senken und Eintiefungen an. Als Ergebnis lässt sich eine Belegung der Burg in vier Phasen feststellen, die sich vor allem in der Baugeschichte des Innenwall dingfest machen lassen. Die erste Phase aus der frühen Eisenzeit bestand aus einer Aufschüttung mit Pfostenfront. In der Mittellatènezeit wurde darauf ein Lehmwall aufgeschüttet, der wiederum eine Palisade als Außenfront besaß. Diese Holz-Erde-Befestigung ist durch einen Brand zerstört, aber darauf wieder erneuert worden. Die nächste Phase, eine Erdaufschüttung mit nicht näher definierbarer Holzkonstruktion, stammt aus dem Frühmittelalter. Im Hochmittelalter ist die letzte Phase in Form einer Lehmaufschüttung, deren oberen Abschluss eine Brustwehr in Form einer Trockenmauer bildete, errichtet worden.
Aus dieser Zeit stammen auch die einzigen historischen Nachrichten über die Burganlage So wird im Jahr 1134 ein Ritter Werner von Berckefeldt auf der Pipinsburg erwähnt, der Kastellan in Windhausen war. Das Adelsgeschlecht der Herrn von Berckefeldt betrachtete demnach sowohl die Burg Windhausen als auch die Pipinsburg als ihr Eigentum. Urkundlich bezeugte Heer- und Handelsstraßen liegen im Umkreis der Pipinsburg. Die Harzrandstraße, die „via regia“ oder „Thüringer Straße“ verläuft über Nordhausen, Scharzfeld und Osterode in Richtung Seesen-Hildesheim. Sie kreuzte in Osterode die „alte Harzstraße“, die von Northeim über den Oberharz nach Goslar führte. Bis in das Jahr 1843 wurde vom Amt Osterode auf und neben der Burg der Rottzehnt eingezogen, das entsprechende Einzugsgebiet wurde damals Burggrund genannt.
Nach einer weiteren Überlieferung soll die Pipinsburg in einer Fehde zwischen dem Herzog von Braunschweig-Grubenhagen mit dem Mainzer Erzbischof und der Landgrafschaft Thüringen 1365 zerstört worden sein.